# Molnár Gál Péter
Molnár Gál Péter (MGP) (Budapest, 1936. július 11. – Budapest, 2011. július 27.) magyar színikritikus, újságíró, dramaturg, színháztörténész. Felesége Ronyecz Mária színésznő volt.

## Életpályája
Nagyapja Gál Benő, szociáldemokrata vezető és a Népszava munkatársa volt. 1944-ben Mathausenbe deportálták. Édesapját munkaszolgálatban gyilkolták meg. A Nemzeti Színházban nőtt fel, a Blaha Lujza téren: édesanyja Major Tamás titkárnője volt. 1956-ban felvették a Színművészeti Főiskola rendező osztályába, azonban két év múlva osztályfőnöke, Marton Endre eltanácsolta. 1961-ben szerzett diplomát a Színművészeti Főiskolán dramaturg szakon, majd a Petőfi Színház dramaturgja lett. 1961 és 1978 között a Népszabadság munkatársa volt (Koltai Tamás szerint csak legenda, hogy kulturális rovatvezető lett volna). 1963-ban az állambiztonság zsarolással beszervezte, 15 éven át írt jelentéseket.
1978-ban a ferihegyi repülőtéren megtalálták nála egy kicsempészni akart ellenzéki írás mikrofilmjét, ezért eltávolították munkahelyéről, a Népszabadságtól, ügynöki tevékenységének is vége szakadt. 1978-tól 1980. augusztus 31-ig tudományos főmunkatársként dolgozott a Magyar Színházi Intézetben. Ezután ismét dramaturg volt: 1980–81-ben a Pécsi Nemzeti, 1981–82-ben a Békés Megyei Jókai Színház, 1982–83-ban a Veszprémi Petőfi Színházban. 1983-tól 1989-ig a Mozgó Képek, majd a Népszabadság főmunkatársa volt.
Több tanulmánykötete jelent meg, amelyekben a magyar színházművészet helyzetét, problémáit, egyes színházművészek pályáját elemezte. Miután 2004-ben ügynökmúltja miatt ismét eltávolították a „papír” Népszabadságtól, a Színház.hu portálon folytatta periodikáját. 2006-tól már más médiumokba is írt kritikákat, recenziókat, 2009-től haláláig újra publikált a Népszabadságban is.
A Magyar Televízióban készült színészportrék (Mestersége színész) riportereként beszélgetett többek között Dajka Margittal, Tolnay Klárival, Turay Idával és Őze Lajossal.
2011. július 27-én váratlanul, aorta aneurysma következtében hunyt el budapesti lakásában.

## Megítélése
Kritikusi munkásságát Ablonczy László így jellemezte: „… Molnár Gál Péter – MGP(U), alias »Luzsnyánszky Róbert«, mint utóbb értesülhettünk róla, … az elmúlt fél évszázad teátrumi Cipollája, akire ugyan nem lőttek, de mételyes vélekedését azért két-három pofon tudatta. Ördögi volt, mert értette a színházat, de folyamatosan elárulta, gyakran nem hitte, amit írt, és pontosan tudta, hogy mikor és mivel árt. És sokáig központi helyről diktálta a közhangulatot, a Népszabadságban – nyolcszázezer példányban, ahol egy-egy jelző, ítélet politikai üzenetet is kódolt. Amikor kiderült spiclimúltja, találóan mondta Bessenyei Ferenc: „Mindannyiunkat börtönben tartott e rendszer, eszméivel, úgy, ahogy Molnár Gál kritikáival.” 
Ellentmondásos lényét, tudását, kritikusi pályáját nekrológírói így jellemezték:
„Írt egy tucatnyi könyvet, de fő műve alighanem ez: a Népszabadságban hétről hétre megjelenő színi kritika folyam, amely nélkül a magyar színháztörténet elmúlt fél százada nem lesz rekonstruálható. Iskolát teremtő különleges stílusa, roppant eredeti írásművészete, kegyetlen humora sem fedte, feledtette el azt, amit ellenségei sem vontak kétségbe: hallatlan tudású, nyugodtan mondhatjuk, tudós ember volt. Nem is engedték tanítani a főiskolán, soha.” (Bächer Iván)
„Színházi kritikáit azok is olvasták, akik letagadták. Mert halálra sértett, pályáról eltanácsolt, egész életre sebzett. Sokan, akik túlélték, a barátai lettek, életének utolsó éveiben partnerek a hosszúra nyúlt telefonbeszélgetéseihez. A képességesek MGP szitkait is boldogan számon tartották. Csak a bagatell színházi darabbérmunkások hullámoztak a dühtől, és kéjesen lihegtek, amikor MGP coming outra kényszerült. Aki veszi magának a fáradságot, és beleolvas ügynöki jelentéseibe, láthatja, hogy megjelenhető színikritikákkal, színházjobbító kisesszékkel nevelte a tartótisztjét. Igen, mindenkinek jobb lett volna, ha nem így történik, de az élő szerkesztőségből, a papírról néhány online-ra száműzni, majd negyven évvel az események után megjelenési bojkottal sújtani nagyobb bűn volt, mint amit évtizedeken át hurcolt. Azoknak a bűne, akik elfelejtették észrevenni, hogy a valaha volt legfelkészültebb, leghitelesebb, legmegbízhatóbb és legtehetségesebb színházi írónk kezéből rúgják ki a klaviatúrát. Az igazság, a feddhetetlenség, a tiszta erkölcs és a becsület nevében. Ne legyenek rá büszkék.” (Sándor Erzsi)

## Ügynökmúltja
2004 novemberében beismerte, hogy 1963-ban aláírta a beszervezési nyilatkozatot. Az év decemberében megjelent A rivaldafény árnyékában című könyv, amelyben Fonyódi Péter tudományos kutató, a Corvina együttes egykori dobosa Molnár Gál Péter titkos jelentéseit gyűjtötte össze, amelyeket a BM III/III-as főcsoportfőnökségének adott, és amelyeket Luzsnyánszky Róbert fedőnéven írt 1963 és 1978 között. A kötet összeállítója így fogalmazott: „Azért nem volt aggályom, mert semmi olyat nem írt, ami durván bántotta volna azokat, akikről írt, egyszerű, megmaradt színikritikusnak…”. Nem szégyellte a kb. 90 színészről leadott jelentését, bocsánatot senkitől sem kért, csak saját lelkiismeretével tartotta elszámolandónak.
Bár több cikk beharangozta közeli kiadását, Coming out című, ügynöki beszervezéséről szóló könyve csak 2020-ban jelent meg. Az önéletrajzi ihletésű műből kiszivárgott az, hogy a színikritikus azért vállalta az együttműködést a III/III-as csoportfőnökséggel, mert homoszexualitása miatt megzsarolták.

## Magánélete
Molnár Gál a korhoz képest nyíltan vállalta homoszexualitását és férfiakkal való kapcsolatait. Ügynökként is úgy szervezték be 1963-ben, hogy egy találka után megzsarolták: bűncselekményt követett el. Valójában ebben az időpontban a homoszexualis kapcsolatok már nem számítottak bűnténynek Magyarországon. Ennek ellenére szerelemből vette feleségül Ronyecz Mária színésznőt. Később ugyan elváltak, de amikor kiderült Ronyecz rákbetegsége, Molnár Gál újból feleségül vette és 1989-es haláláig ápolta. Ronyecz halála után saját 2011-es haláláig Sebesi István volt az élettársa; ő lett a jogörököse is.

## Művei

### Könyvek
- Honthy Hanna és kora; Egyetemi Nyomda, Bp., 1967 (Százezrek színháza, 3.)
- Olvasópróba. Színészportrék; Szépirodalmi, Bp., 1968
- Rendelkezőpróba. Major Tamás, Marton Endre, Várkonyi Zoltán műhelyében; Szépirodalmi, Bp., 1972 (Műhely)
- Törőcsik Mari; Magyar Filmtudományi Intézet és Filmarchívum–Népművelési és Propaganda Intézet, Bp., 1975 (Filmbarátok kiskönyvtára)
- Izgága színház; Szépirodalmi, Bp., 1974
- Színházi holmi; Kozmosz Könyvek, Bp., 1976
- Emlékpróba; Szépirodalmi, Bp., 1977
- Helyünk a deszkákon. Gellért Endre színházi írásai; szerk. Molnár Gál Péter; NPI, Bp., 1982 (Szkénetéka)
- A Latabárok. Egy színészdinasztia a magyar színháztörténetben; Népművelési és Propaganda Intézet, Bp., 1983 (Szkénetéka)
- Molnár Gál Péter–Sándor Pál: Csak egy mozi. Technikai forgatókönyv; Hunnia, Bp., 1984
- A Páger-ügy; Pallas Lap- és Könyvkiadó Vállalat, Bp., 1988
- Latinovits; Szabad Tér, Bp., 1990
- Molnár Ferenc: Pesti napló; vál., utószó Molnár Gál Péter; Nyilvánosság Klub–Századvég, Bp., 1993 (Ars scribendi)
- Hogyan csináljunk rossz színházat?; Budapest : Századvég, Bp., 1994
- B. I.–M. G. P. [Bächer Iván–Molnár Gál Péter]: Helyek; Göncöl, Bp., 1998
- Eck Imre és a Pécsi Balett; Jelenkor, Pécs, 2000 (Teatrum mundi)
- A pesti mulatók. Előszó egy színháztörténethez; Helikon, Bp., 2001
- Bächer Iván–Molnár Gál Péter: Helyek; Göncöl, Bp., 2005
- Latinovits; Budapest-Print, Bp., 2005
- Zenthe Ferenc; Duna, Bp., 2006
- Molnár Gál Péter–Markos Zoltán: A pesti kabaré. 40 éves a Mikroszkóp Színpad; Kossuth, Bp., 2007
- Coming out; Magvető, Bp., 2020 (Tények és tanúk)

### Forgatókönyvek
- Kísértet Lublón (1976)
- A névtelen vár (1981)
- Fogadó az „Örök világossághoz” (1982)
- Linda (1984)
- Csak egy mozi (1985)